# Улов (фильм)
«Улов» (яп. 魚影の群れ, гёэй-но мурэ); англ. The Catch) — японский фильм-драма режиссёра Синдзи Сомая, вышедший на экран в 1983 году. Экранизация романа Акиры Ёсимуры.

## Сюжет
Фусадзиро, рыбак не в первом поколении. Он живёт с послушной молодой дочерью Токико в небольшом рыбацком городке Омэ, расположенном на северной оконечности острова Хонсю. Летом наступает сезон тунца и Фусадзиро в этот период практически не бывает дома. Надо успеть поймать как можно больше тунцов, чтобы заработать на улове деньги, необходимые для погашения долгов. Его дочь влюблена в Сюнъити, владельца небольшого ресторанчика, но зная, что отец будет против её брака с парнем не из их рыбацкой братии, она всячески готовит своего молодого человека к тому, чтобы он стал рыбаком. Впрочем, Сюнъити и не против такой перспективы. Он сам просит отца Токико обучить его рыболовному ремеслу. Но немногословный и всегда хмурый Фусадзиро не желает возиться с городским парнем. По его мнению, это бесполезно, рыбаком нужно родиться.
По настоянию дочери, Фусадзиро всё же возьмёт Сюнъити на борт своего рыбацкого катера, но в свою первую ходку у парня случится морская болезнь. Когда Сюнъити представится второй шанс, случится ещё большая неприятность. Пойманный на крючок огромный тунец будет пытаться вырваться, а пытающийся его удержать Фусадзиро, оглянувшись, увидит, что голова и тело Сюнъити запутались в леске, но вместо того, чтобы бросить тунца и оказать помощь парню, он продолжит попытки удержать рыбу. Когда он доставит травмированного парня к берегу, врачи после многочасовой операции сумеют спасти Сюнъити, но это дастся им нелегко. Сюнъити слишком долго провёл без оказания помощи и потерял много крови.
Естественно, Токико отругает своего отца за его бесчеловечность и после этого уйдёт от него. Спустя год Токико и Сюнъити живут счастливым браком, но до сих пор не общаются с Фусадзиро. Однажды Фусадзиро уходит на улов к берегам Хоккайдо и там в одном из портовых посёлков встречает свою бывшую жену Аю. Когда-то, когда их общей дочке Токико было только лишь пять лет, Ая ушла от Фусадзиро в неизвестном направлении. При этой встрече бывшие супруги вроде налаживают отношения, и он просит её вернуться. Она соглашается поначалу, но после очередной ссоры и недопонимания, Фусадзиро отчаливает от берега, так и не дождавшись Аи. Выйдя на очередной улов, Фусадзиро не может справиться с пойманным тунцом и понимает, что он уже слишком стар.
Между тем, Сюнъити продал свой ресторанчик и купил рыболовный катер. Он всё ещё хочет стать рыбаком. Быть может, он пытается доказать отцу своей жены, что он способный и сможет научиться стать хорошим рыбаком. И, тем не менее, у него не получается. После нескольких внутренне напряжённых сцен (кульминационной из которых была сцена изнасилования своей жены Токико) Сюнъити уходит в море и теряется. Токико, потеряв последнюю надежду, наконец-то решает обратиться к отцу за помощью. Она просит его выйти в море и найти её мужа. Фусадзиро уходит на поиски, чтобы найти своего зятя в его трагическом, поэтическом финале.[уточнить]

## В ролях
- Кэн Огата — Фусадзиро Кохама
- Масако Нацумэ — Токико Кохама
- Коити Сато — Сюнъити Ида
- Юкиё Тоакэ — Ая
- Сабуро Исикура — Кисимото
- Эйити Кудо — хозяин бара
- Леонард Кума — Кумагай
- Энраку Санъютэй — Эйскэ
- Таппэй Симокава — Асами
- Сигэру Ядзаки — Синъити

## Премьеры
- — национальная премьера фильма состоялась 29 октября 1983 года в Токио[1].

## Награды и номинации
Премия Японской киноакадемии
- 7-я церемония вручения премии (1984)[2]

Выиграны:
- Премия лучшему актёру 1983 года — Кэн Огата (ex aequo — «Легенда о Нараяме» и «Гейша»).

Номинации в категориях:
- за лучшее исполнение женской роли — Масако Нацумэ (ex aequo — Jidai-ya no nyobo).
- за лучшее исполнение мужской роли второго плана — Коити Сато (ex aequo — «Оркестр с „Микасы“»).
- за лучшее исполнение женской роли второго плана — Юкиё Тоакэ (ex aequo — «Дети Нагасаки»).
- за лучший сценарий — Ёдзо Танака.

Кинопремия «Голубая лента» (1984)
- 26-я церемония награждения (за 1983 год) — премия лучшему актёру 1983 года — Кэн Огата (ex aequo — «Легенда о Нараяме», «Гейша» и Okinawa no shonen).

Hochi Film Awards (1983)
- Церемония награждения (за 1983 год)[3]

- премия лучшей актрисе 1983 года — Масако Нацумэ (ex aequo — Jidai-ya no nyobo).

Кинопремия «Майнити» (1984)
- Премия лучшему актёру 1983 года — Кэн Огата (ex aequo — «Легенда о Нараяме» и «Гейша»).

Кинопремия «Кинэма Дзюмпо» (1984)
- Номинация на премию за лучший фильм 1983 года, однако по результатам голосования кинолента заняла 7 место.